# Überschwemmungen in Rio Grande do Sul 2024

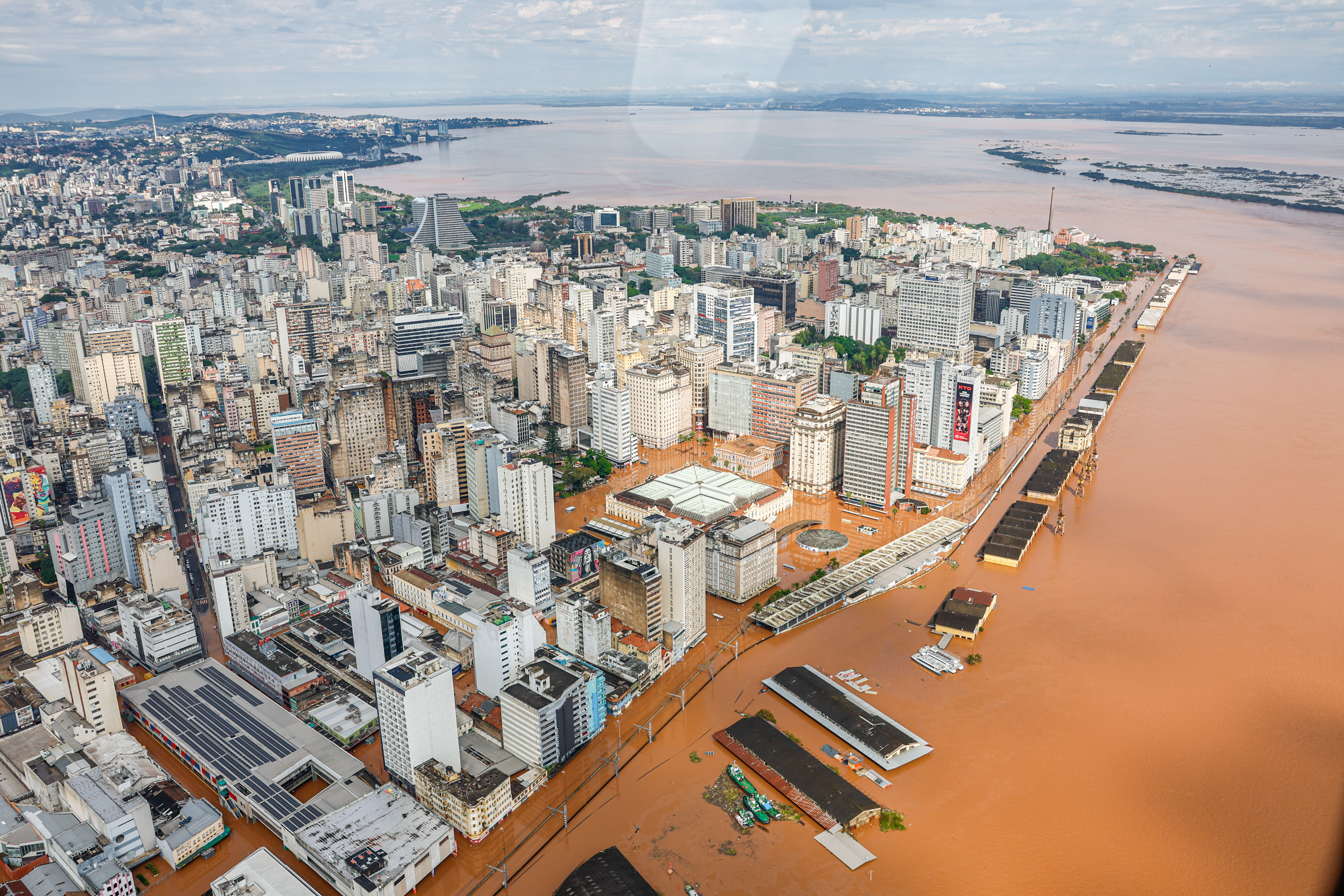
Die Millionenstadt Porto Alegre während der Überschwemmungen

Die Überschwemmungen in Rio Grande do Sul 2024 ereigneten sich ab Ende April 2024 im südbrasilianischen Bundesstaat Rio Grande do Sul. Es kamen mindestens 181 Menschen ums Leben. Das Hochwasser wird als das schlimmste in der Geschichte Brasiliens bezeichnet.

## Meteorologie
Ab 27. April 2024 brachten Unwetter starke Winde und Regenfälle über Rio Grande do Sul. Die Niederschlagsmengen beliefen sich in einigen Gebieten auf über 300 mm innerhalb einer Woche. In Porto Alegre, der Hauptstadt des Bundesstaates, beliefen sich die Niederschlagsmengen auf 258,6 mm innerhalb von drei Tagen. Laut dem Instituto Nacional de Meteorologia (INMET), dem nationalen meteorologischen Dienst Brasiliens, trug der sich abschwächende El Niño zu den extremen Regenfällen in der Region bei, indem er die Lenkung einer Kaltfront über den Bundesstaat begünstigte, die auf warme, feuchte Luft aus dem Amazonasgebiet traf.
Die Wetterlage wiederholte sich in ähnlicher Form zwischen dem 10. und 13. Mai 2024.
Für den 17. bis 19. Mai 2024 wurden weitere hohe Niederschläge mit örtlichem Starkregen im nördlichen Teil des Bundesstaates Rio Grande do Sul vorhergesagt, ebenso ab dem 22. Mai 2024.
In Brasilien waren innerhalb der vorherigen 12 Monate bereits 75 Menschen bei Überschwemmungen im Juli, September und November 2023 ums Leben gekommen. Das Hochwasser Ende April 2024 wird als das schlimmste in der Geschichte Brasiliens bezeichnet. Nach dem Sechsten Sachstandsbericht des IPCC wird in der Region in Folge der globalen Erwärmung ein erheblicher Anstieg des jährlichen Gesamtniederschlags und der maximalen Niederschlagsmengen bei einzelnen Regenfällen (Maximum über 5 Tage) bis 2050 prognostiziert.
Eine Zuordnungsstudie der World Weather Attribution stellte für die starken Regenfälle einen signifikanten Einfluss von El Niño fest. Darüber hinaus verdoppelte sich nach dieser die Wahrscheinlichkeit durch den Einfluss der globalen Erwärmung und die Intensität war um 6 bis 9 Prozent höher als es ohne den Klimawandel zu erwarten gewesen wäre.

## Folgen

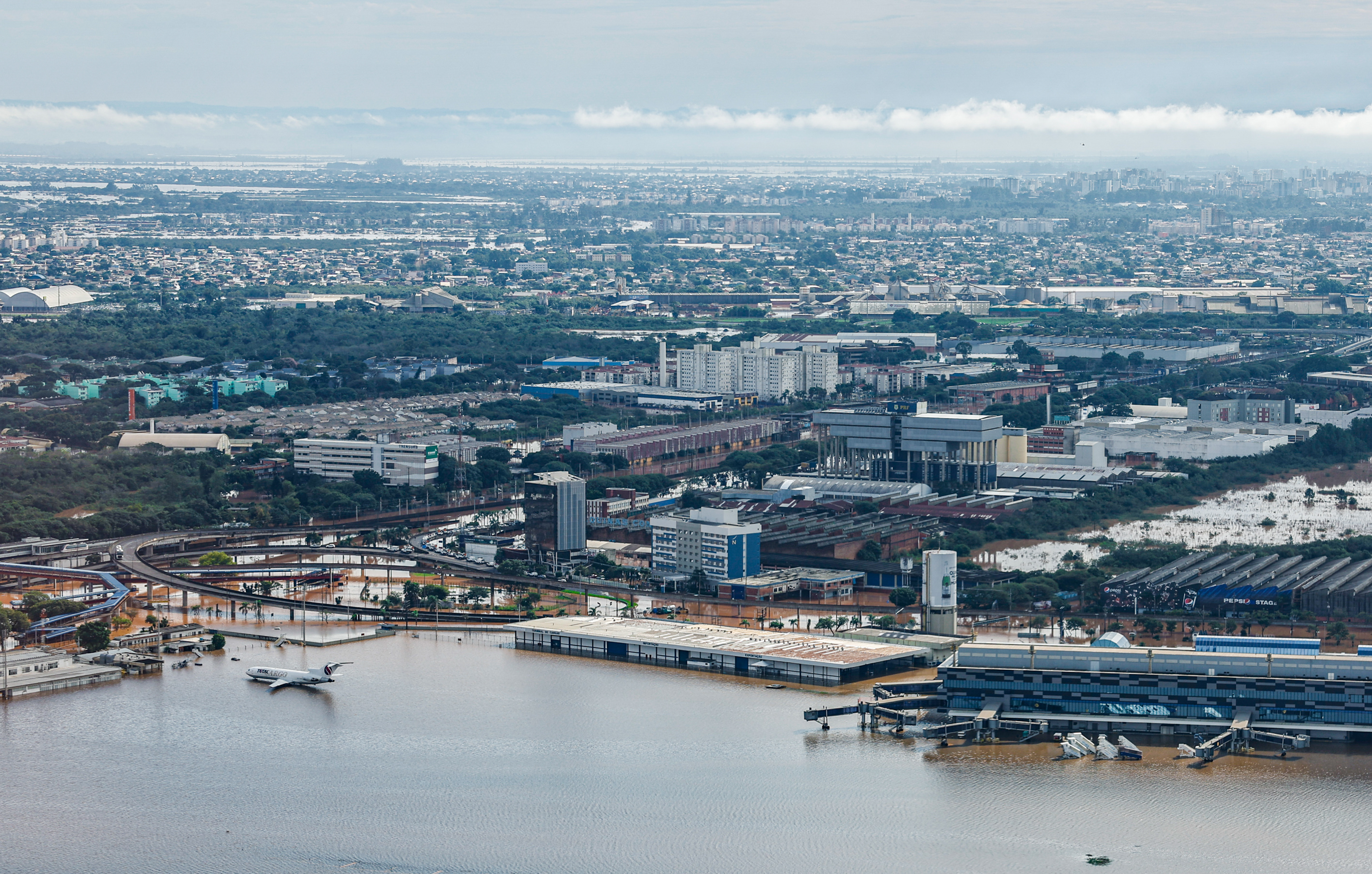
Der unter Wasser stehende Flughafen Porto Alegre am 5. Mai 2024

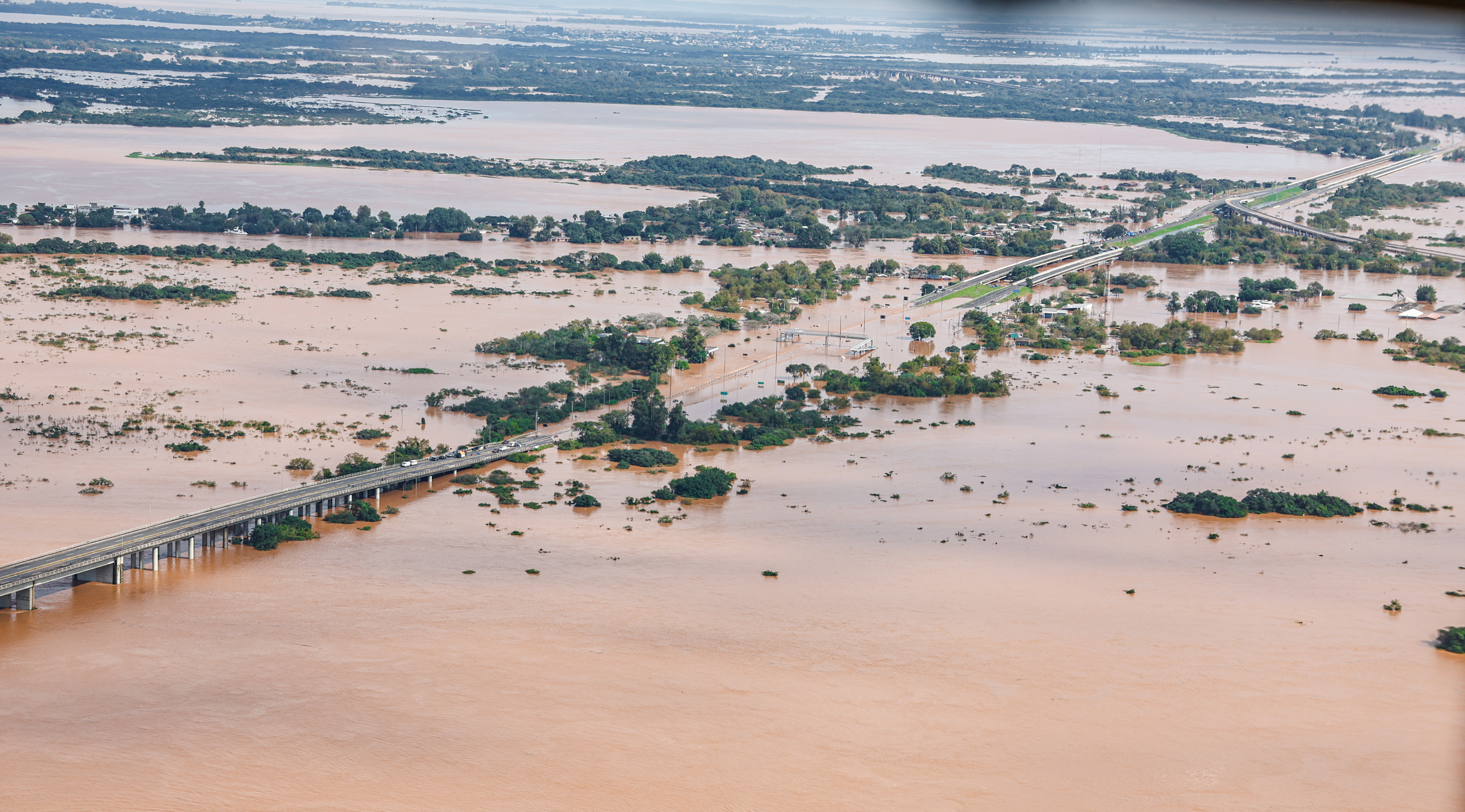
Überflutete Brücke über den Rio Guaíba zwischen Eldorado do Sul und Porto Alegre am 5. Mai 2024

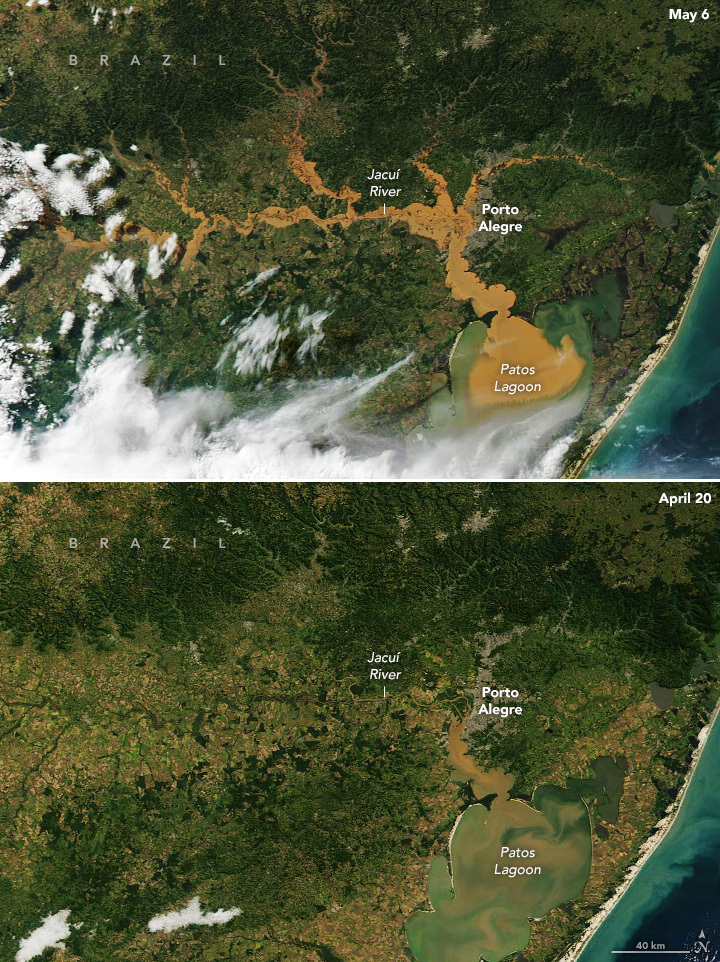
Satellitenbilder der betroffenen Gebiete vom 20. April 2024 (unten) und 6. Mai 2024 (oben), vor und nach den Überschwemmungen

In Folge der starken Regenfälle kam es zu Hochwasser und weitläufigen Überflutungen. In einigen Städten erreichten die Pegelstände ihre höchsten Werte seit Aufzeichnungsbeginn vor fast 150 Jahren. Einige Deiche brachen und am 100 MW Wasserkraftwerk 14 de Julho am Rio das Antas wurde am 1. Mai 2024 ein Teilbruch festgestellt, woraufhin das Kraftwerk evakuiert wurde. Weitere standen unter starker Beobachtung.
Der Rio Guaíba, der durch Porto Alegre fließt, erreichte einen Pegelstand von 5,04 Metern. Der vorherige Rekordstand von 4,76 Meter wurde bei einem Hochwasser im Jahr 1941 erreicht. Am 5. Mai 2024 wurde der maximale Pegelstand erreicht. Auch der Rio Jacuí, Rio Cai und Rio Sinos traten über die Ufer und überfluteten Teile Porto Alegres. Die Stadt ist mit 1,5 Millionen Einwohnern eine der größten Brasiliens und ein bedeutendes Wirtschafts- und Kulturzentrum. Weitere bewohnte Gebiete und Landwirtschaftsflächen wurden weiter flussaufwärts überflutet. Vermutlich wurde ein Großteil der Ernte zerstört und zahlreiche Tiere getötet. Rio Grande do Sul ist einer der wichtigsten Agrarstaaten in Brasilien und der drittgrößte Getreideproduzent des Landes.
Die Zahl der Todesopfer lag bei mindestens 181. Darüber hinaus wurden mindestens 806 Personen verletzt. Etwa 540.000 Menschen mussten zudem ihre Häuser verlassen, wovon etwa 78.000 in verschiedene Notunterkünfte evakuiert wurden. Insgesamt sind im Bundesstaat 2.282.000 Menschen von den Überschwemmungen betroffen. Rund 40.000 Häuser wurden komplett zerstört sowie unter anderem Straßen und Brücken beschädigt. Etwa 420.000 Häuser waren ohne Strom und mehr als eine halbe Million Menschen ohne Zugang zu Trinkwasser. Vier der sechs städtischen Trinkwasser-Pumpstationen standen unter Wasser, sodass große Mengen an Trinkwasser über Tankwagen angeliefert werden mussten. Eine Anlieferung über den ebenfalls unter Wasser stehenden Flughafen Porto Alegre, der am 3. Mai 2024 für einen unbestimmten Zeitraum den Betrieb einstellte, war nicht möglich.

## Reaktionen
Der Bundesstaat Rio Grande do Sul rief am 2. Mai 2024 einen Notstand aus. Am selben Tag reiste der brasilianische Präsident Luiz Inácio Lula da Silva in das Katastrophengebiet, wo er an der Base Aérea de Santa Maria ankam. Er traf sich mit lokalen Behörden und überflog das Gebiet. Am 3. Mai 2024 wurde der Copernicus Emergency Management Service aktiviert, um eine erste satellitenbasierte Schadensabschätzung zu erstellen. Der Gouverneur von Rio Grande do Sul Eduardo Leite bezeichnete die Überschwemmungskatastrophe als „absolut beispiellos“. Der Bundesstaat würde einen „Marshallplan“ benötigen, um sich nach der Katastrophe wieder aufzubauen. Papst Franziskus betete beim Sonntagsgebet in Vatikanstadt am 5. Mai 2024 für die Opfer.
Die Regierung des Bundesstaats Rio Grande do Sul stellte 200 Millionen Brasilianischer Real (ca. 35,9 Millionen Euro) für Notfallmaßnahmen bereit und die brasilianische Staatsregierung stellte dem Bundesstaat weitere 12 Milliarden R$ (ca. 2,15 Milliarden Euro) an Nothilfe zur Verfügung.  Die Vereinigten Staaten kündigten Nothilfen via USAID von insgesamt 1 Million US-Dollar an. Die Internationale Rotkreuz- und Rothalbmond-Bewegung (IKRK) startete einen dringenden Spendenaufruf in Höhe von 8,8 Millionen US-Dollar.
Nach einer Umfrage des Meinungsforschungsinstituts Quaest von Anfang Mai 2024 war eine Mehrheit der Brasilianer der Meinung, dass die Katastrophe hätte vermieden werden können, und gab der Landesregierung die größte Verantwortung, gefolgt von Gemeinden und Bundesregierung. Präsident Lula räumte Defizite im Katastrophenschutz ein.